# Tomasz Romer
Tomasz Eugeniusz Romer (ur. 5 lipca 1934 we Lwowie) – polski lekarz endokrynolog, profesor doktor habilitowany, kapitan jachtowy, b. radny m. st. Warszawy. Wnuk geografa Eugeniusza Romera, syn inżyniera Edmunda Romera.

## Wykształcenie i kariera zawodowa
Ukończył studia medyczne na Śląskiej Akademii Medycznej w Katowicach w 1957 r., po czym pracował na tej uczelni w Zakładzie Patofizjologii jako asystent. W 1960 r. przeniósł się do Akademii Medycznej w Łodzi, gdzie w 1964 r. uzyskał stopieńdoktora nauk medycznych. W 1969 r. habilitował się u profesora Tadeusza Pawlikowskiego. Tytuł profesora nadano mu w roku 1985.
Na Uniwersytecie Medycznym w Łodzi pracował kolejno jako starszy asystent, adiunkt (1960–1971), docent (1971–1976); ordynator oddziału Pediatrycznego Kliniki Endokrynologii Instytutu Endokrynologii (1965–1971 i 1973–1976). W latach 1971–1972 przebywał w Libii, gdzie pełnił funkcje ordynatora oddziału w Szpitalu Dziecięcym w Bengazi. W roku 1976 podjął pracę w nowo utworzonym Instytucie Centrum Zdrowia Dziecka w Warszawie, gdzie był organizatorem, a następnie kierownikiem Kliniki Endokrynologii, Poradni Endokrynologicznej i Pracowni Antropologicznej. W CZD pracował do roku 2003, kiedy to przeszedł na emeryturę. Obecnie prowadzi prywatną praktykę lekarską w zakresie endokrynologii.
W trakcie aktywności zawodowej odbył następujące staże naukowe i kliniczne: w Zakładzie Wzrostu i Rozwoju Uniwersytetu Londyńskiego jako stypendysta British Council u prof. J. Tannera (1970); na Uniwersytecie Wirginii w Charlottesville w USA, u prof. R. Blizzarda, jako profesor wizytujący (1988) oraz w St. Bartholomew’s Hospital w Londynie w Wielkiej Brytanii u prof. M. Savage, jako profesor wizytujący (1994/95).
Tomasz Romer jest założycielem Polskiego Towarzystwa Endokrynologów Dziecięcych (1993); zorganizował w Warszawie w roku 1999 Międzynarodową Konferencję Europejskiego Stowarzyszenia Pediatrów Endokrynologów (European Society for Paediatric Endocrinology – ESPE).

## Osiągnięcia
Programy naukowo-badawcze
- wprowadzenie w Polsce nowoczesnego rozpoznawania i leczenia zaburzeń wzrostu, w tym leczenia hormonem wzrostu (1964),
- zastosowanie u chorych z niedoczynnością przysadki w zakresie hormonu wzrostu i gonadotropin leczenia metodą pulsacyjnego podawania neurohormonu GnRH (1987);
- wprowadzenie leczenia wrodzonego przerostu nadnerczy w okresie prenatalnym (1988);
- uzyskanie czynności wydzielniczej hormonu wzrostu u pacjentów z całkowitą niewydolnością, przez zastosowanie długotrwałego leczenia neurohormonem GHRH – czynnikiem uwalniającym hormon wzrostu (1990);
- współudział (wraz z Uniwersytetem Karoliny Północnej w USA) w pierwszym na świecie leczeniu preparatem IGF-I chorego z karłowatością spowodowaną opornością na hormon wzrostu (1990–1992);
- wprowadzenie leczenia hormonem wzrostu zespołu Turnera (2000)[1]

Publikacje naukowe
Tomasz Romer opublikował ponad 200 prac naukowych, w tym monografii, podręczników, a także rozdziałów w podręcznikach pediatrii, nadciśnienia tętniczego i andrologii. Był redaktorem kilku prac zbiorowych i tłumaczeń wydawnictw obcojęzycznych. Ponadto zamieścił wiele oryginalnych artykułów i notatek w czasopismach polskich i zagranicznych. Ważniejsze publikacje to:
- Zaburzenia wzrostu PZWL Warszawa 1979, ISBN 83-200-0018-1
- Choroby kory nadnerczy (redakcja tłumaczenia z jęz. rosyjskiego wspólnie z Michałem A. Żukowskim) PZWL Warszawa 1987, ISBN 83-200-1136-1
- Zaburzenia hormonalne u dzieci i młodzieży (praca zbiorowa pod red. T. Romera) Omnitech Press 1993, ISBN 83-85262-20-2
- Endokrynologia kliniczna dla ginekologa, internisty i pediatry (praca zbiorowa pod red. T. Romera) Springer PWN, Warszawa 1998, ISBN 83-86637-07-2
- Zaburzenia wzrastania i dojrzewania płciowego. Medical Tribune Polska, 2011, ISBN 978-83-62597-24-6

Publikacje popularne
- „Śmiałym” do Rio Wydawnictwo Morskie, Gdańsk 1966 (seria Miniatury Morskie, zeszyt nr 115)
- „Medycyna spod żagla”. Poznaj Świat, Warszawa 1967, T 15, nr 3, s. 10-12

Członkostwo w towarzystwach naukowych
- Polskie Towarzystwo Endokrynologiczne, członek od 1958 roku, sekretarz (1971–73), przewodniczący Oddziału Łódzkiego (1975–1976), Główna Komisja Rewizyjna (1981–88), Zarząd Główny (1999–2005);
- Polskie Towarzystwo Endokrynologów Dziecięcych, przewodniczący (1993–2001) wiceprzewodniczący (2002–2005).
- Europejskie Stowarzyszenie Pediatrów Endokrynologów (ESPE) od 1985; prezes (1998–99);
- Komisja Endokrynologii Wieku Rozwojowego Komitetu Rozwoju Człowieka Polskiej Akademii Nauk (1974–2003);
- Rada Naukowa: Instytutu Pediatrii (1971–1973) oraz Instytutu Endokrynologii (1975–2005) Akademii Medycznej w Łodzi
- Rada Naukowa Centrum Zdrowia Dziecka w Warszawie (1978–1990),
- Rada Naukowa Centralnego Laboratorium Surowic i Szczepionek (1980–1984).
- Rady Redakcyjne czasopism naukowych: Hormones (Ateny), Endokrynologia Polska (Warszawa), Klinika Pediatryczna (Warszawa), Endokrynologia Pediatryczna (Lublin), Medycyna Praktyczna (Kraków).

Nagrody, odznaczenia
- Medal im. prof. Tadeusza Pawlikowskiego za wybitne zasługi dla endokrynologii wieku rozwojowego (1997)[2]
- Odznaczenie „Wybitny Klinicysta” (Outstanding Clinicians Award) Europejskiego Stowarzyszenia Pediatrów Endokrynologów (2014)[2]

## Praca społeczna i aktywność sportowa
W roku 1984 został wybrany na radnego w dzielnicy Warszawa Praga-Południe, gdzie sprawował funkcję przewodniczącego Komisji Zdrowia Dzielnicowej Rady Narodowej Praga-Południe (w latach 1984–88). W latach 1988 – 1992 zasiadał w Komisji Zdrowia Stołecznej Rady Narodowej w Warszawie.
W roku 1963 ukończył Studium Filmu Naukowego i Dydaktycznego Państwowej Wyższej Szkoły Teatralnej i Filmowej w Łodzi, jego pracą dyplomową był film Lekomania.
W latach studenckich uprawiał taternictwo. Jest założycielem i pierwszym komandorem Akademickiego Klubu Żeglarskiego w Łodzi.
Posiada patent kapitana jachtowego oraz instruktora żeglarstwa. W latach 1965–1966 brał udział jako I oficer i lekarz w żeglarsko-naukowej wyprawie na jachcie Śmiały do Ameryki Południowej, zorganizowanej przez Polskie Towarzystwo Geograficzne, podczas której prowadził naukowe badania medyczne. Opublikował z niej relację w serii Miniatur Morskich pt. „Śmiałym” do Rio (1966).